# Havana Moon
Havana Moon — музичний альбом Карлоса Сантани. Виданий у квітні  1983 року лейблом CBS. Загальна тривалість композицій становить 46:09. Альбом відносять до напрямку рок, джаз, блюз. 

## Список пісень
1. "Watch Your Step —4:01
2. "Lightnin —3:51
3. "Who Do You Love? —2:55
4. "Mudbone —5:51
5. "One with You —5:14
6. "Ecuador —1:10
7. "Tales of Kilimanjaro —4:50
8. "Havana Moon —4:09
9. "Daughter of the Night —4:18
10. "They All Went to Mexico —4:47
11. "Vereda Tropical —4:57